# الولايات المتحدة ضد إيران (كأس العالم 1998)
الولايات المتحدة - إيران، لعبت في 21 يونيو / حزيران 1998، كانت مباراة كرة قدم بين إيران والولايات المتحدة في مرحلة المجموعات من كأس العالم لكرة القدم 1998 في ستاد دي جيرلاند في ليون، فرنسا. انتهت المباراة، التي توصف بأنها «أم جميع الألعاب» و «أكثر الألعاب المشحونة سياسياً في تاريخ كأس العالم»، بانتصار إيران 1-2، وهي الأولى للفريق على الإطلاق النصر في تاريخ كأس العالم فيفا.
سجل حميد إستيلي ومهدي مهدفيكيا هدفًا لإيران، بينما سجل براين مكبرايد هدفًا للولايات المتحدة.

## خلفية
منذ الإطاحة بشاه إيران الموالي للغرب، محمد رضا بهلوي، بسبب الثورة الإيرانية، والهجوم على السفارة الأمريكية في إيران، والدعم الأمريكي للعراق خلال الحرب الإيرانية العراقية، والعلاقات بين البلدين كان معاديا.  
وفقًا لقواعد فيفا، يجب أن يسير الفريق «ب» نحو الفريق «أ» لمصافحة ما قبل المباراة، وكانت إيران هي الفريق «ب»، بينما كانت الولايات المتحدة هي الفريقين «أ»؛ ومع ذلك، فإن المرشد الأعلى للنظام الإسلامي، علي خامنئي، «أعطى أوامر صريحة بأن الفريق الإيراني يجب ألا يمشي باتجاه الأمريكيين». تفاوض مهرداد مسعودي، أحد المسؤولين الإعلاميين في فيفا عن المباراة، مع الفريق الأمريكي، ونتيجة لذلك، سار الأمريكيون نحو الإيرانيين.
خلال احتفال تمهيدي تم تصميمه بدقة، قام اللاعبون الإيرانيون بتسليم ورود بيضاء لخصومهم الأمريكيين كرمز للسلام.

## مباراة

### تفاصيل
|  | ضد |  |
|  | -- |  |
|  |    |  |

| الولايات المتحدة | إيران |